# یاسوشی کاواکامی
یاسوشی کاواکامی (ژاپنی: 川上 靖؛ زادهٔ ۸ مهٔ ۱۹۶۳) یک بازیکن فوتبال اهل ژاپن است.
از باشگاه‌هایی که در آن بازی کرده‌است می‌توان به باشگاه فوتبال شیمیزو اس-پالس اشاره کرد.